# Анна Смелянски
Ана Смелянски е израелски психоаналитик, пионер на психоанализата в Израел.

## Биография
Родена е на 15 януари 1879 година в малко селце близо до Киев, Руска империя. Завършва в Одеса средното си образование. Между 1900 и 1903 година учи медицина в Берн, Швейцария, а от 1903 до 1907 и в Цюрих. На 13 март 1907 завършва при Вилям Силбершмид в Центъра по хигиена към Цюрихския университет с докторат на тема „Über den Einfluss verschiedener Zusätze auf die Labgerinnung der Kuhmilch“.
Смелянски още като студентка знае, че ще изгуби зрението си. През 1912 година емигрира в Палестина, тогава още в рамките на Османската империя, покрай по-големия си брат – писателя Моше Смелянски. В Йерусалим около година се грижи за йеменски семейства. Впоследствие се завръща в Берлин и се присъединява към психоаналитична група и през 1920 година, след като Макс Айтингон основава Берлинския психоаналитичен институт, става първи асистент там. Присъства в списък от 1 ноември 1921 на членовете на Берлинското психоаналитично общество с адрес на улица Потсдамер.
След идването на нацистите на власт през 1933 година емигрира в Тел Авив. Там заедно с Макс Айтингон, Герда Барах, Гершон Барах, Илия Шалит, Рут Яфе, Вики Бен-Тал и други, основава Психоаналитичното общество на Палестина. През 1944 и 1948 година в ежегодните списъци на членовете на Международната психоаналитична асоциация се появява като касиер на обществото.
Умира на 20 юли 1961 година в Тел Авив на 82-годишна възраст.